# Pawan Nagar
Pawan Nagar (nep. पवन नगर) – gaun wikas samiti w zachodniej części Nepalu w strefie Rapti w dystrykcie Dang Deokhuri. Według nepalskiego spisu powszechnego z 2001 roku liczył on 1595 gospodarstw domowych i 8270 mieszkańców (4199 kobiet i 4071 mężczyzn).